# Jordi Probata
Jordi Probata (en llatí Georgius Probata, en grec antic Γεώργιος Προβατᾶς) va ser un oficial romà d'Orient a qui l'emperador Miquel IV el paflagoni va enviar com a ambaixador a l'emir sarraí de Sicília l'any 1035, per ajustar un tractat de pau. L'any 1040, durant el mateix regnat, va dirigir un exèrcit contra els serbis, segons Jordi Cedrè.